# Селецький замок
Селецький замок (пол. Zamek Sielecki) — замок, розташований на лівому березі річки Чорна Пшемша у місті Сосновець Сілезького воєводства у Польщі. Замок є найстарішою ,будівлею міста, історія якої сягає пізнього середньовіччя. 

## Історія
Донедавна вважалося, що замок було побудовано у 1620 році, але завдяки археологічним розкопкам та архівним дослідженням вдалося з'ясувати, що він ймовірно був заснований у XV столітті.  
Загалом, перша згадка про оборонний об'єкт у Сельці походить з 1403 року. Про існування тут укріплень згадувалося також у 1430 році. У 1465 році власником укріплень став королівський придворний Якуб Дух з Дембна. 
У 1567 році власником Сельця став Валентин Мінор. 
У 1620 році Себастіан Мінор гербу Півкозич завершив будівництво нового замку на плані чотирикутника з подвір’ям посередині. Вигляд замку з того періоду представлений в інвентарях 1665 та 1719 років. Після Мінорів господарями Сельця були Моджеєвські та Менгоборські. За правління короля Станіслава-Августа Понятовського замок належав полковнику Михалу Жулинському, а потім придворному камергеру Йордану Стоєвському, який у 1802 році продав замок прусському генералу Крістіану Людвігу Шіммельпфеннігу фон дер Ойє. Після його смерті в 1812 році, його вдова продала замок у 1814 році пщинському князю Людвіку Анхальт-Кьотену фон Плесс. У 1824 році замок згорів, згодом князь вирішив його відновити. У 1856 році будівлю придбав металургійний підприємець Андреас фон Ренард, родина якого та пов'язана з нею фірма володіли замком аж до Другої світової війни. У той час тут було облаштовано офісні приміщення. За часів Ренардів замок було перебудовано, зокрема було знесено східне крило та заповнено рів. 
У 1977 році замок було передано підприємству з виготовлення господарського скла "Вітропол", тут було облаштовано музей і виставку польського скла. Також протягом 1977—1980 років було здійснено генеральний ремонт замку. У 1981—1995 роках тут знаходився Музей сучасного скла. 
У 1994 році замок, який перебував у досить занепалому стані, перейшов у володіння міста Сосновець, було розпочато його ремонт. У наш час у замку розміщується мистецький центр, який бере активну участь у культурному житті міста, організовуючи виставки, концерти та різні культурні події. 

## Архітектура
Замок було побудовано із ламаного вапняного каменя та цегли у 1620 році, можливо із використанням більш ранньої забудови. Він мав вигляд комплексу з чотирьох крил із наріжними вежами. Після пожежі 1824 року замок було відновлено у 1832 році. Внаслідок чергової перебудови було розібране східне крило із в'їзною брамою, також засипали рів. Незважаючи на ці зміни, про оригінальний оборонний характер замку свідчить його форма, чотири наріжні вежі та ризаліти на подовженнях бічних крил. У наш час це будівля з трьома крилами та відкритим подвір’ям. 

## Світлини

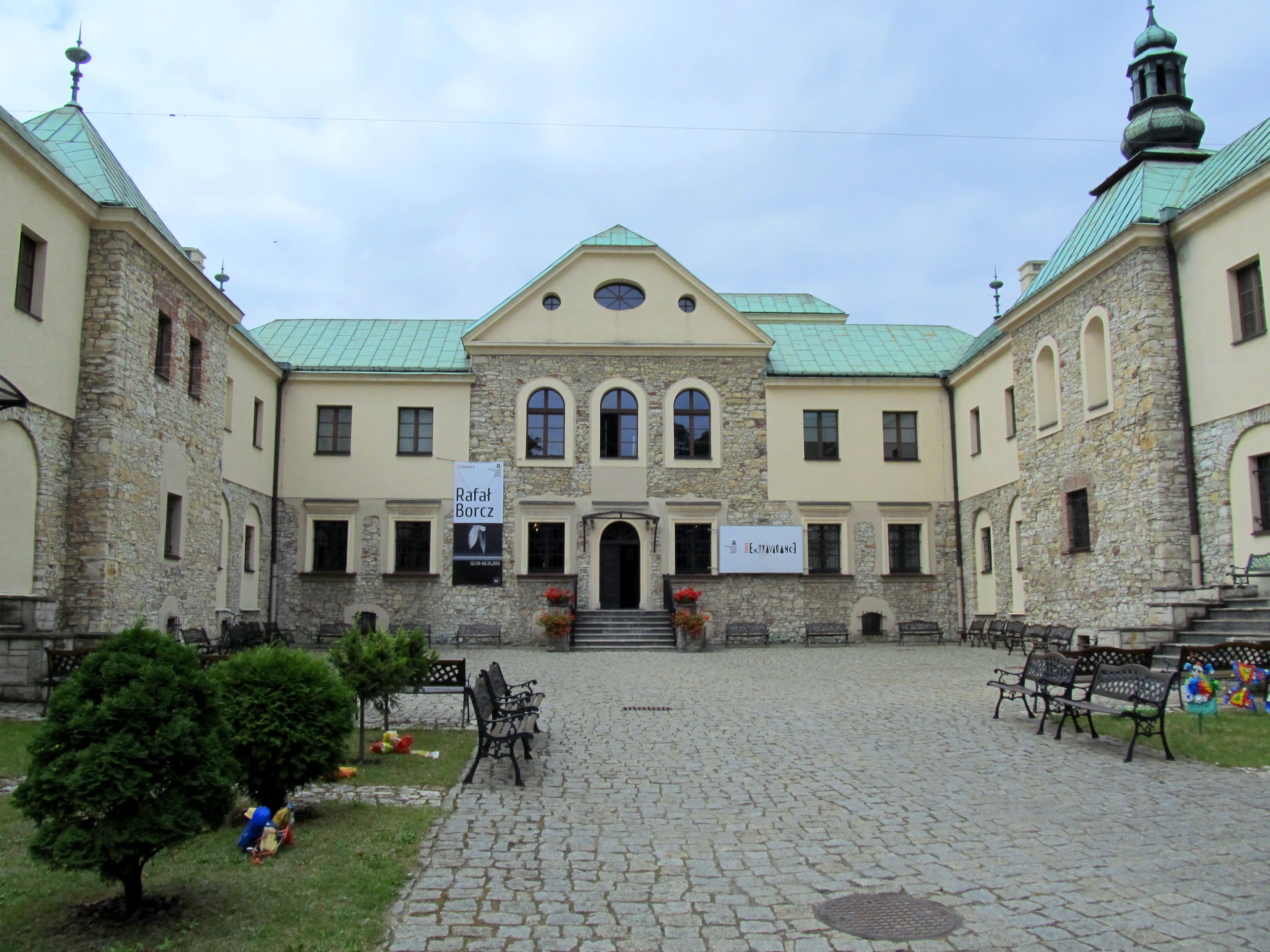
Подвір'я замку
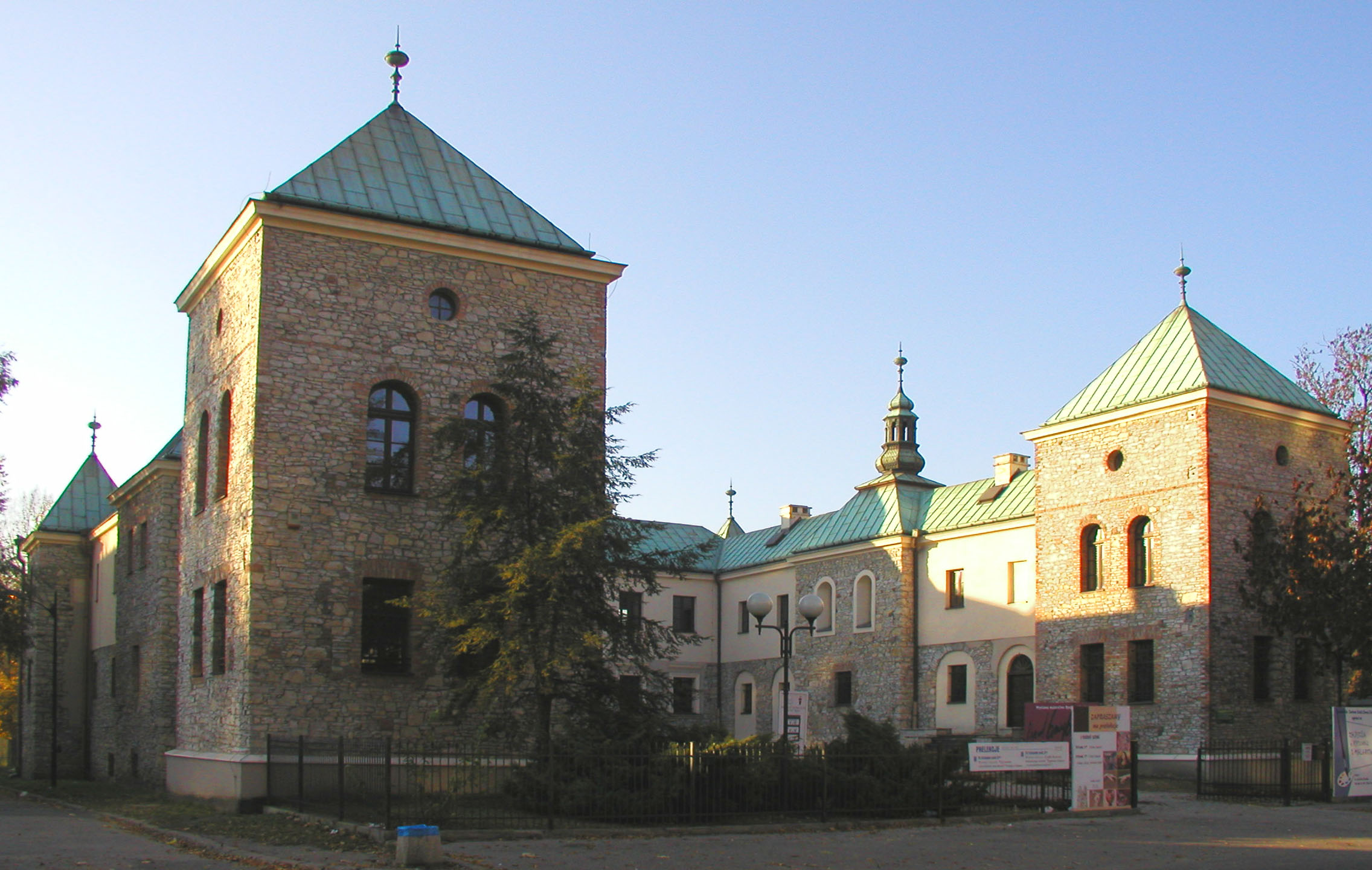
Вигляд замку
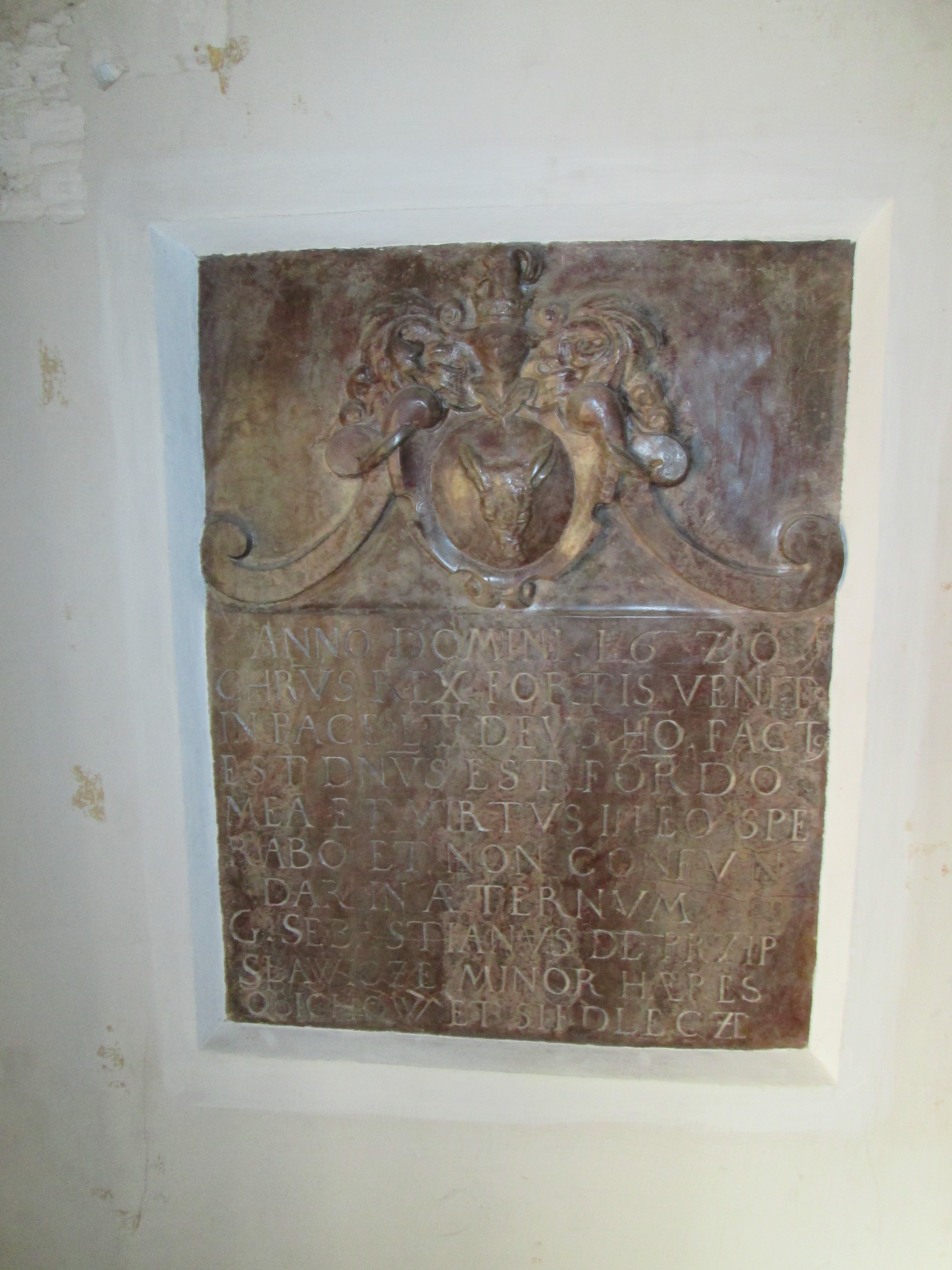
Таблиця з 1620 року